# Stuhr (Niedersachsen)
 For alternative betydninger, se Stuhr. (Se også artikler, som begynder med Stuhr)
Stuhr er en kommune i Landkreis Diepholz i den tyske delstat Niedersachsen, beliggende omtrent 7 km sydvest for Bremen.

## Geografi og bydele
Ud over Bremen er kommunen Stuhr nabo til byen Delmenhorst mod nordvest, mod sydvest ligger amtet (Samtgemeinde) Harpstedt og mod sydøst kommunen Weyhe. Stuhr er både indbyggermæssigt og erhvervsmæssigt den største kommune i Landkreis Diepholz og efter Delmenhorst den næststørste kommune der grænser til Bremen.
Stuhr består ud over hovedbyen af bydelene Brinkum, Fahrenhorst, Groß Mackenstedt, Heiligenrode, Moordeich, Seckenhausen, og Varrel, der alle er tidligere selvstændige kommuner.